# Сашо Димоски
Сашо Димоски (мкд. Сашо Димоски), Охрид, 1985) је један од водећих млађих македонских књижевника.

## Биографија
Сашо Димоски је рођен 1985. године у Охриду. На Филолошком факултету Блажо Конески у Скопљу је завршио Општу и компаративну књижевност. Његово прво објављено дело је роман Дневник Хулигана, издат 2014. године у издању "Културе". Након тога следи роман Алма Малер објављен 2014. године код истог издавача. Роман је адаптиран за сценско извођење у Македонском народном позоришту. Године 2015. је објавио роман Пето годишње доба, са поднасловом Увод у историју трећег пола ("Култура"), за који је добио Рациново признање. Збирку дрмаских текстова Ми, други објавио је 2015. године у издању "Културе". Роман Спавај Лепотице са поднасловом Други увод у историју трећег пола објавио је 2017. године у истој издавачкој кући која је објавила и његове предходне књиге. Приче су му објављиване у часопису Рукописи (2011, Панчево), као и у Антологији македонских кратких прича у издању Dalkey Archive за америчко тржиште.
Саша Димоски Ради као драматург у позоришту Јордан Хаџи Константинов Џинот у Велесу.

## Награде
Добитник је Рациновог признања за роман Пето годишње доба са поднасловом Увод у историју трећег пола.